# Jorge Carrascosa
Pour les articles homonymes, voir Carrascosa.
Jorge Carrascosa, né le 15 août 1948 à Valentín Alsina (en), est un footballeur argentin.
Il évolue comme défenseur gauche dans plusieurs clubs argentins (Banfield, Rosario Central et Huracán) ainsi qu'en équipe d'Argentine.

## Carrière
Carrascosa, qui sera surnommé El Lobo (« Le loup »), commence sa carrière en 1967 au CA Banfield. En 1970, il fait ses débuts en équipe nationale et rejoint le CA Rosario Central, avec lequel il remporte le championnat Nacional en 1971.  
En 1973 il est transféré au CA Huracán avec lequel il remporte un nouveau titre de champion d'Argentine pour sa première saison. Ce Metropolitano est le premier titre du club depuis l’avènement du football professionnel en Argentine en 1931. Huracan termine ensuite les championnats de 1974 et 1975 au deuxième rang, et atteint le deuxième et dernier tour de la Copa Libertadores 1974. 
Avec l'équipe nationale, Carrascosa est sélectionné pour disputer la Coupe du monde de 1974, dont l'Argentine est éliminée au deuxième tour. Il joue seulement les deux derniers matchs face au Brésil et à l'Allemagne de l'Est. En 1976 Carrascosa est capitaine de la sélection face à la Pologne. Un an plus tard, il met un terme à sa carrière internationale, un an avant la Coupe du monde organisée par son pays, par refus des conséquences du coup d’État de 1976 et de l'instauration d'une dictature militaire,. En 2019, il déclare que la raison d'avoir mis un terme à sa carrière internationale était qu'il était épuisé par la pression médiatique et par l'obsession pour le succès, typique du monde du football.
. Il compte à la fin de sa carrière 30 sélections et un but.  
Il joue pour Huracán jusqu'à sa retraite sportive en 1979.

## Palmarès
- Championnat d'Argentine (2) :
  - Vainqueur du Nacional en 1970 (CA Rosario Central) et du Metropolitano en 1973 (CA Huracán)
  - Vice-champion du Metropolitano en 1974 et 1975 (CA Huracán)